# Elezioni parlamentari a Tuvalu del 2024
Le elezioni parlamentari a Tuvalu del 2024 si sono tenute il 26 gennaio per eleggere il Fale i Fono, il parlamento del paese.

## Sistema elettorale
Per l’elezione dei membri del Fale i Fono, la legge elettorale tuvaluana prevede un sistema elettorale “a blocchi” basato sul meccanismo di vittoria tramite maggioranza relativa (Plurality): Difatti, in ognuna delle otto circoscrizioni in cui si applica (15/16 seggi), vengono eletti, secondo uno schema preferenziale, solo i primi due candidati che ne abbiano ottenuto il maggior numero.
Poiché, poi, non esistono formali partiti politici a Tuvalu, tutti i candidati competono come indipendenti, purché siano cittadini ed abbiano almeno 21 anni. Ciononostante, se entro la scadenza della registrazione non vi sono almeno due candidati idonei registrati (potendo i candidati ritirarsi fino al giorno precedente le elezioni), i rappresentanti uscenti sono automaticamente riconfermati per assenso. 
Infine, tutti i cittadini di età pari o superiore a 18 anni hanno diritto di voto, il quale non è obbligatorio.

## Risultati
| Circoscrizione  | Candidato             | Voti  | %     | Esito                           |
| --------------- | --------------------- | ----- | ----- | ------------------------------- |
| Funafuti        | Tuafafa Latasi        | 351   | 31,08 | ✔️ Eletta/o                     |
| Funafuti        | Simon Kofe            | 348   | 30,82 | ✔️ Eletta/o                     |
| Funafuti        | Kausea Natano         | 331   | 29,32 | ❌ Non eletta/o (Disarcionatoº) |
| Funafuti        | Iosua Samasoni        | 53    | 4,70  | —                               |
| Funafuti        | Luke Paeniu           | 37    | 0,13  | —                               |
| Funafuti        | Jack Mataio Taleka    | 9     | 0,80  | —                               |
| Nanumanga       | Monise Laafai         | 292   | 29,95 | ✔️ Eletta/o                     |
| Nanumanga       | Hamoa Holona          | 265   | 27,18 | ✔️ Eletta/o                     |
| Nanumanga       | Malofou Sopoaga       | 251   | 25,74 | —                               |
| Nanumanga       | Kitiona Tausi         | 167   | 17,13 | ❌ Non eletta/o (Disarcionatoº) |
| Nanumea         | Ampelosa Manoa Tehulu | 490   | 36,49 | ✔️ Eletta/o                     |
| Nanumea         | Timi Melei            | 296   | 22,04 | ✔️ Eletta/o                     |
| Nanumea         | Temetiu Maliga        | 249   | 18,54 | —                               |
| Nanumea         | Satini Manuella       | 178   | 13,25 | —                               |
| Nanumea         | Falasese Tupou        | 130   | 9,68  | —                               |
| Niutao          | Feleti Penitala Teo   | 581   | 46,40 | ✔️ Eletta/o                     |
| Niutao          | Sa'aga Talu Teafa     | 499   | 39,85 | ✔️ Eletta/o                     |
| Niutao          | Samuel Penitala Teo   | 172   | 13,74 | ❌ Non eletta/o (Disarcionatoº) |
| Nui             | Mackenzie Kiritome    | 352   | 36,90 | ✔️ Eletta/o                     |
| Nui             | Iakoba Italeli Taeia  | 311   | 32,60 | ✔️ Eletta/o                     |
| Nui             | Puakena Boreham       | 291   | 30,50 | ❌ Non eletta/o (Disarcionatoº) |
| Nukufetau       | Panapasi Nelesoni     | 408   | 27,05 | ✔️ Eletta/o                     |
| Nukufetau       | Enele Sopoaga         | 402   | 26,65 | ✔️ Eletta/o                     |
| Nukufetau       | Taimitasi Paelati     | 374   | 24,80 | —                               |
| Nukufetau       | Nikolasi Apenelu      | 324   | 21,48 | —                               |
| Nukulaelae      | Seve Paeniu           | —     | —     | ✔️ Eletta/o                     |
| Nukulaelae      | Namoliki Sualiki      | —     | —     | ✔️ Eletta/o                     |
| Vaitupu         | Paulson Panapa        | 585   | 32,46 | ✔️ Eletta/o                     |
| Vaitupu         | Maina Talia           | 448   | 24,86 | ✔️ Eletta/o                     |
| Vaitupu         | Nielu Meisake         | 420   | 23,30 | ❌ Non eletta/o (Disarcionatoº) |
| Vaitupu         | Isaia Taape           | 349   | 19,36 | ❌ Non eletta/o (Disarcionatoº) |
| Totale dei voti | Totale dei voti       | 8.963 |       |                                 |